# Jessika van Leeuwen
Jessika van Leeuwen (Harderwijk, 10 september 1981) is een Nederlands politica en zakenvrouw. Sinds 16 juli 2024 is zij lid van het Europees Parlement namens de BoerBurgerBeweging (BBB).

## Biografie
Van Leeuwen is in Harderwijk geboren, maar verhuisde op twaalfjarige leeftijd naar Dalfsen. Ze studeerde aan de Landbouwuniversiteit in Wageningen. Aan de Argentijnse Nationale Universiteit van La Plata deed ze een postdoctorale opleiding. Ze promoveerde in Wageningen in 2011 bij Bas Kemp en Nicoline Soede in de dierwetenschappen op het onderwerp 'Post weaning altrenogest use in sows: follicle growth, endocrine profiles and subsequent fertility'.
Vervolgens ging ze in het internationale bedrijfsleven werken, laatstelijk bij een onderneming die eiwitrijk voedsel voor biggen verkoopt. Dat bracht haar naar meerdere plekken in de wereld, waar ze in senior-functies ervaring opdeed in internationaal onderhandelen en het voeren van overleg met mensen met verschillende achtergronden en belangen. Ze koos er later voor ook haar kinderen in Dalfsen op te laten groeien.

### Politiek

#### Waterschap
In 2022 sloot ze zich aan bij BBB omdat deze partij een geluid in de Nederlandse politiek liet horen dat goed aansloot bij haar mening en standpunten. Ze nam voor BBB deel aan de waterschapsverkiezingen 2023, waarbij BBB flink won. Van 29 maart 2023 tot en met 31 maart 2024 was Van Leeuwen voorzitter van de negenkoppige BBB-fractie in het waterschap Drents Overijsselse Delta.

#### Europees Parlement
Bij de Europese verkiezingen van 6 juni 2024 werd Van Leeuwen verkozen tot Europarlementariër voor BBB, naast lijsttrekker Sander Smit. Ze kreeg 43.868 voorkeurstemmen. Op 25 juni dat jaar verliet zij het waterschapsbestuur, en sinds 16 juli 2024 is zij lid van het Europees Parlement.

## Standpunten
Van Leeuwen wil zich in het Europees Parlement focussen op het terugbrengen van 'klimaatrealisme' in de discussies. Zij is tegen "doorslaan in groen denken", en wil dat klimaatmaatregelen haalbaar en betaalbaar blijven. Ze wil plaatsnemen in een commissie waar dit onderwerp op de agenda staat.
Van Leeuwen is tegen een federaal Europa en zegt zich zorgen te maken over de polarisatie in de debatten en de maatschappij, en wil er naar streven partijen en standpunten op de flanken te verbinden. Ze wil zich er voor inzetten dat besluiten weer uit te leggen zijn en wil graag een direct, laagdrempelig aanspreekpunt zijn voor boeren en burgers zodat ieders stem gehoord kan worden op Europees niveau.

## Persoonlijk
Van Leeuwen is getrouwd, heeft vier kinderen en woont met haar gezin in Dalfsen. Haar vader is wethouder Ruud van Leeuwen van Gemeentebelangen Dalfsen.